# 長葉水莧菜
長葉水莧菜（学名：Ammannia coccinea）为千屈菜科水莧菜屬下的一个种。

## 扩展阅读
- 維基物種上的相關：長葉水莧菜